# 多可町立杉原谷小学校
多可町立杉原谷小学校（たかちょうりつ すぎはらだにしょうがっこう）は、兵庫県多可郡多可町加美区市原にある公立小学校。

## 概要
多可町加美区は、合併前の旧加美町域で国道427号や杉原川に沿った山間地域の町で、気候は瀬戸内気候の影響を受けて穏やか。寒暖の差は比較的大きい。北部の杉原谷では、1300年の歴史ある「 杉原紙」とよばれる写経用紙や薄紙がすかれていた。大正14年には一時、紙すきは途絶えたが、1972年（昭和47年）に町立の施設・杉原紙研究所を設立して本格的な紙漉きが再開された。自然が多く残る町である。杉原谷小学校は、1876年に開校した戮力小学校と清轟小学校が前身で、その後、町村合併や町制施行による校名の変更があり、2005年11月1日には中町、加美町、八千代町の合併により多可町が発足し、多可町立杉原谷小学校に改称した。

## 沿革
（統合前）
- 1876年 - 戮力小学校開校、清轟小学校開校
- 1889年 - 大河村、大箸村、門三原村、杉部村、清島村が合併して、杉原谷村が発足
- 1947年 - 戮力小学校を杉原谷村立杉原谷第一小学校に改称、
- 1947年 - 清轟小学校を杉原谷村立杉原谷第二小学校に改称
- 1955年1月1日 - 松井庄村と杉原谷村が合併して加美村が発足、杉原谷村立杉原谷第一小学校を加美村立杉原谷小学校に改称、杉原谷村立杉原谷第二小学校を加美村立清島小学校に改称

（統合後）
- 1960年1月1日 - 町制施行により加美町が発足
- 1960年 - 杉原谷小学校と清島小学校を統合、加美町立杉原谷小学校が発足
- 1979年 - 新校舎竣工
- 1995年 - プール改築
- 2005年11月1日 - 中町、加美町、八千代町の合併により多可町が発足、多可町立杉原谷小学校に改称
- 2007年 - 校舎改築

## 教育目標
令和2年度 いのちと人権を大切にし、こころ豊かにたくましくのびる、ふるさと大好き、杉小っ子の育成

## 学校行事
| - 4月 始業式、入学式 - 5月 - 6月 自然学校 | - 7月 終業式 - 8月 - 9月 始業式 、運動会 | - 10月 修学旅行、北播陸上大会 - 11月 マラソン大会 - 12月 終業式 | - 1月 始業式、北播小学生駅伝 - 2月 スキー教室、6年生を送る会 - 3月 卒業式、修了式 |

## 通学区域
- 加美区（山寄上・鳥羽・清水・轟・山口・西山・市原・丹治・大袋・三谷・箸荷・門村・杉原・奥豊部・観音寺）

## 進学先中学校
- 公立中学校の進学は 多可町立加美中学校

## 学区/校区内の主な施設
- 杉原谷郵便局
- 西脇警察署杉原谷駐在所
- 多可町立病院・医院杉原谷診療所
- 市原公会堂
- 丹治公会堂
- 多可町加美北部体育館
- 多可町立ラベンダーパーク多可

## 交通
- 路線バス
  - JR西日本加古川線西脇市駅から約1時間 丹治バス停下車 徒歩1分
- 自動車
  - 国道427号沿いに西脇警察署杉原谷駐在所、杉原谷郵便局を目標に

## 通学区域が隣接している学校
- 多可町立松井小学校
- 多可町立中町北小学校
- 丹波市立和田小学校
- 丹波市立西小学校
- 丹波市立青垣小学校
- 朝来市立生野小学校
- 神河町立神崎小学校